# Мокрая Поляна
Мокрая Поляна — село в Никольском районе Пензенской области России. Входит в состав Керенского сельсовета.

## География
Село находится в северо-восточной части Пензенской области, в подзоне северной лесостепи, в пределах западного склона Приволжской возвышенности, при автодороге 58К-354, на расстоянии примерно 6 километров (по прямой) к юго-западу от города Никольска, административного центра района. Абсолютная высота — 268 метров над уровнем моря.

### Климат
Климат характеризуется как умеренно континентальный, с холодной зимой и умеренно жарким летом. Средняя температура воздуха самого холодного месяца (января) составляет −13,3 °C (абсолютный минимум — −34 °C); самого тёплого месяца (июля) — 19,2 °C (абсолютный максимум — 39 °С). Безморозный период длится 126 дней. Годовое количество атмосферных осадков — 527 мм, из которых большая часть выпадает в период с апреля по октябрь. Устойчивый снежный покров образуется в конце ноября и держится в среднем 149 дней.

## Население
| 1748 | 1864 | 1877 | 1911  | 1926  | 1930  | 1939 |
| ---- | ---- | ---- | ----- | ----- | ----- | ---- |
| 290  | ↘242 | ↗968 | ↗1268 | ↗1274 | ↘1201 | ↘994 |
| 1959 | 1979 | 1989 | 1996  | 2002  | 2010  |      |
| ↘582 | ↘371 | ↘285 | ↘226  | ↘170  | ↘98   |      |

### Национальный состав
Согласно результатам переписи 2002 года, в национальной структуре населения русские составляли 87 % из 170 чел.